# 389293 Hasubick
389293 Hasubick è un asteroide della fascia principale. Scoperto nel 2009, presenta un'orbita caratterizzata da un semiasse maggiore pari a 3,2087718 UA e da un'eccentricità di 0,2454124, inclinata di 26,53673° rispetto all'eclittica.